# Élections législatives tunisiennes de 1999
Les élections législatives tunisiennes de 1999, les dixièmes à se tenir en Tunisie, sont organisées le 24 octobre 1999. Les élections ont lieu en même temps que l'élection présidentielle. Le parti qui a obtenu le plus grand nombre de sièges est le Rassemblement constitutionnel démocratique.

## Résultat
| Partis                                                                    | Suffrages exprimés | Pourcentages | Nombre de sièges |
| ------------------------------------------------------------------------- | ------------------ | ------------ | ---------------- |
| Rassemblement constitutionnel démocratique (RCD)                          |                    | 81,32 %      | 148              |
| Mouvement des démocrates socialistes (MDS)                                |                    | 7,14 %       | 13               |
| Parti de l'unité populaire (PUP)                                          |                    | 3,85 %       | 7                |
| Union démocratique unioniste (UDU)                                        |                    | 3,85 %       | 7                |
| Mouvement Ettajdid                                                        |                    | 2,75 %       | 5                |
| Parti social-libéral (PSL)                                                |                    | 1,10 %       | 2                |
| Sources : (en) Résultats des législatives 1999 (Union interparlementaire) |                    |              |                  |